# Griswoldia urbensis
Griswoldia urbensis là một loài nhện trong họ Zoropsidae.
Loài này thuộc chi Griswoldia. Griswoldia urbensis được George Newbold Lawrence miêu tả năm 1942.